# آیلزفورد
آیلزفورد (به انگلیسی: Aylesford) یک روستا و محله مدنی در بریتانیا است که در تونبریج و ملینگ واقع شده‌است. آیلزفورد ۱۰٬۶۶۰ نفر جمعیت دارد.